# Acanthus ilicifolius
Acanthus ilicifolius är en akantusväxtart som beskrevs av Carl von Linné. Acanthus ilicifolius ingår i släktet akantusar, och familjen akantusväxter.

## Underarter
Arten delas in i följande underarter:
- A. i. integrifolius
- A. i. xiamenensis

## Bildgalleri

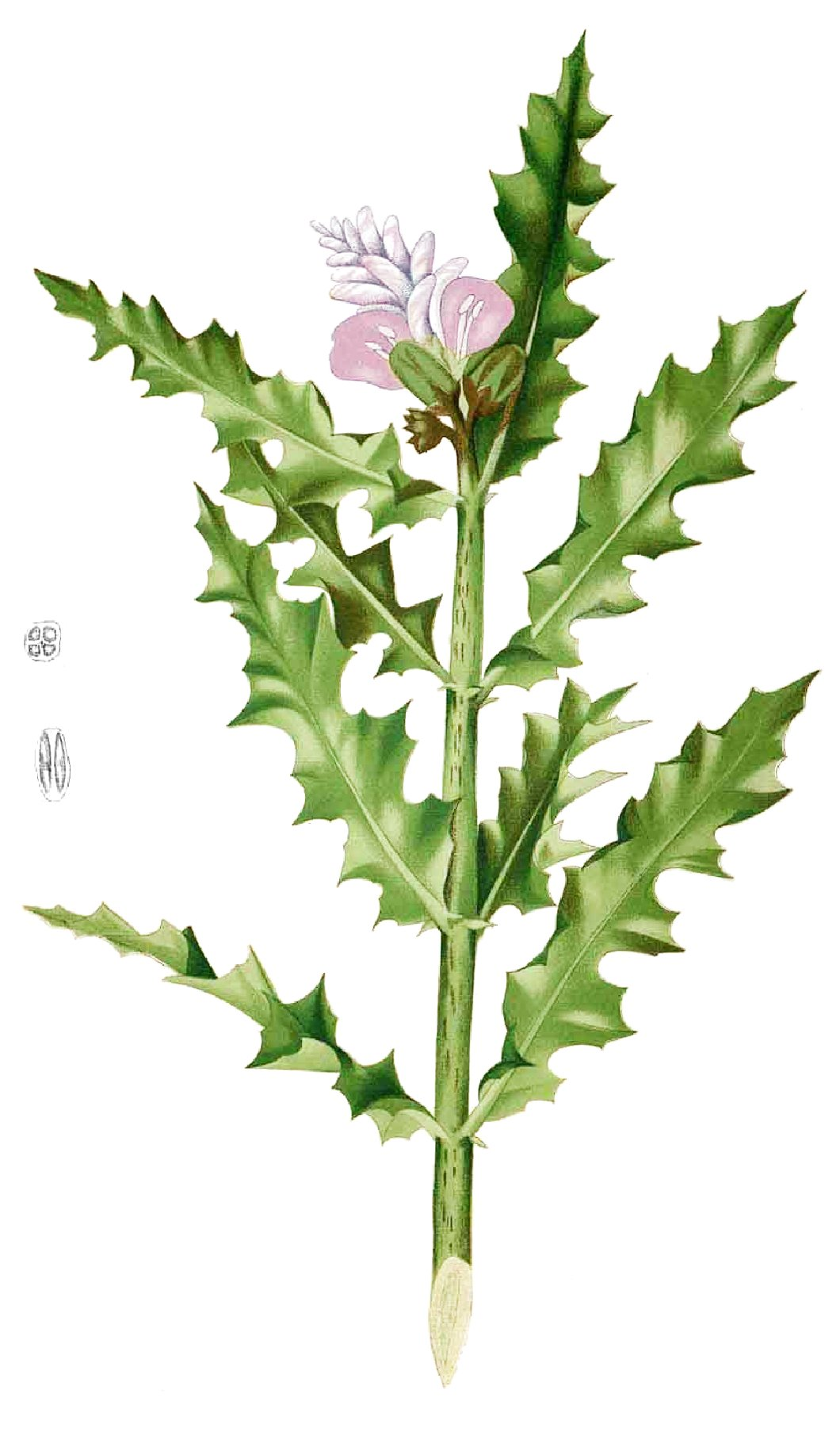
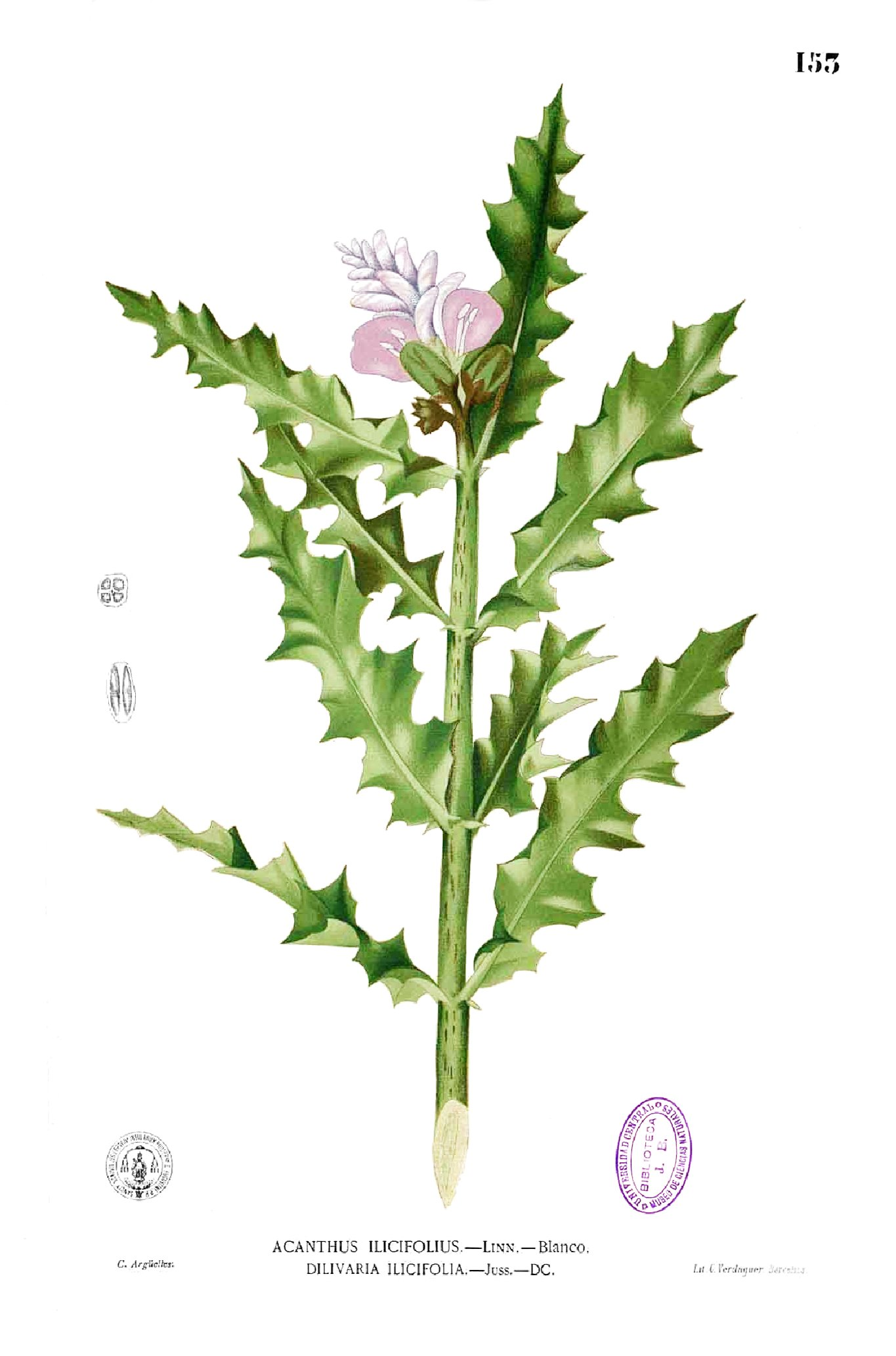
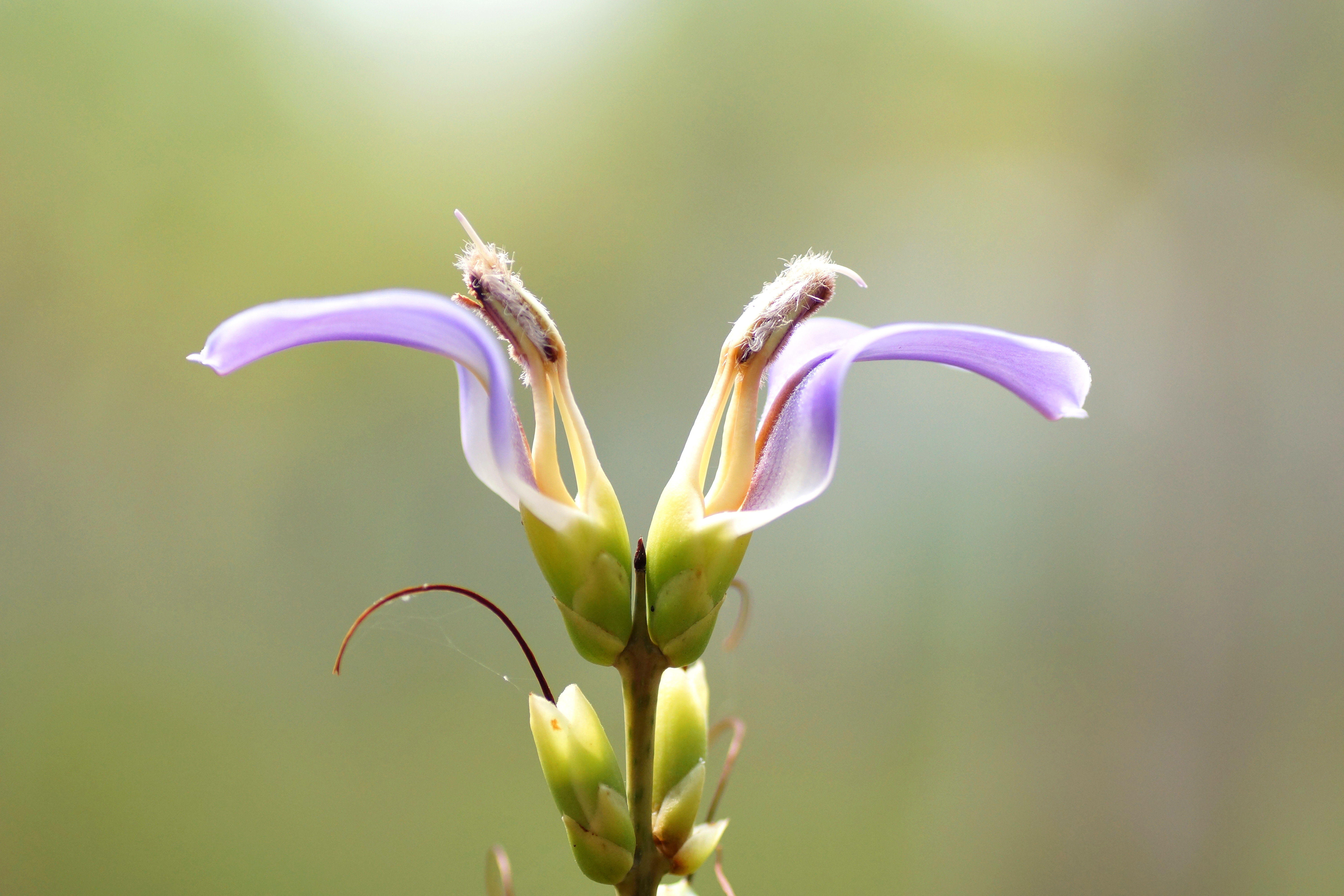
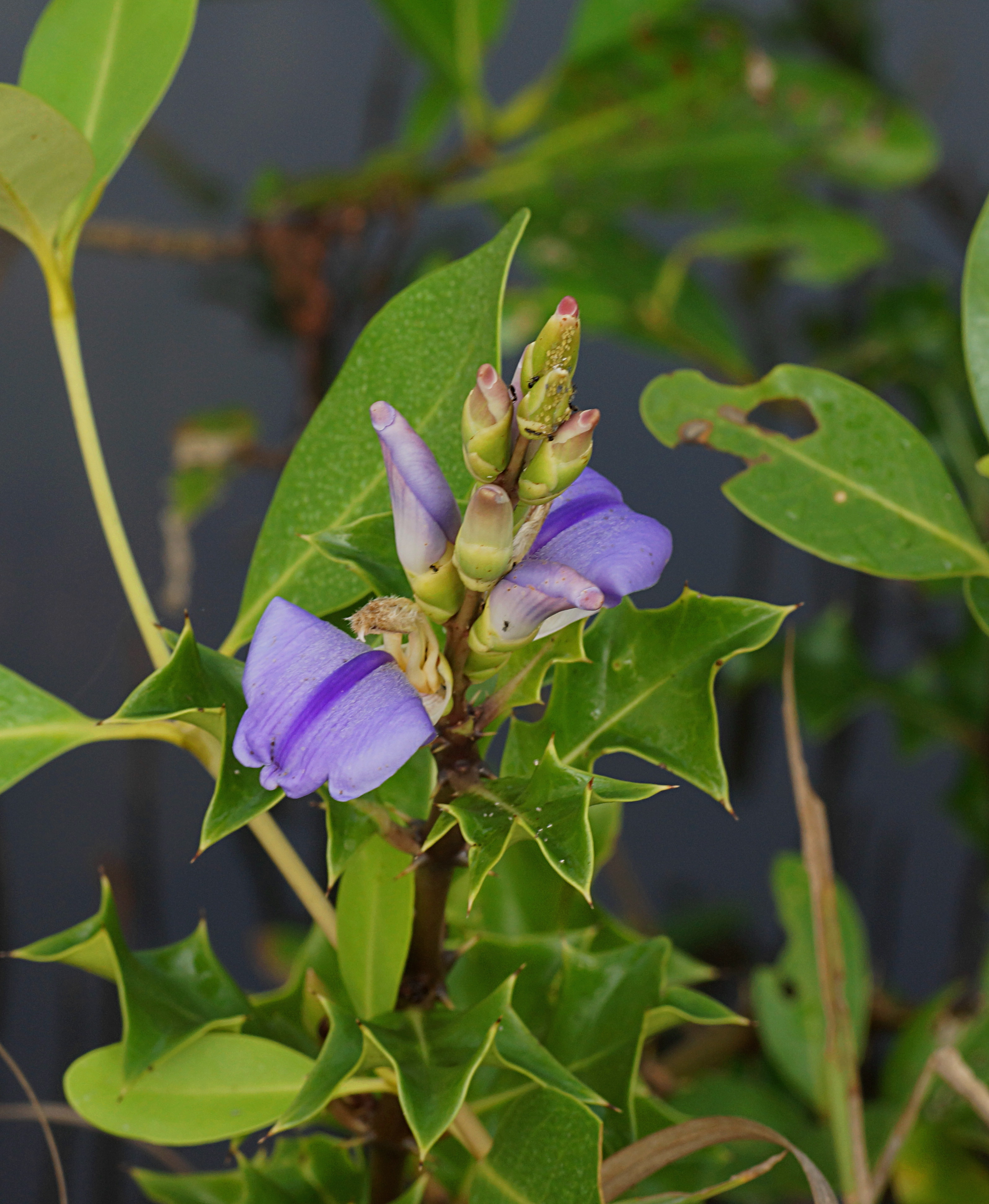
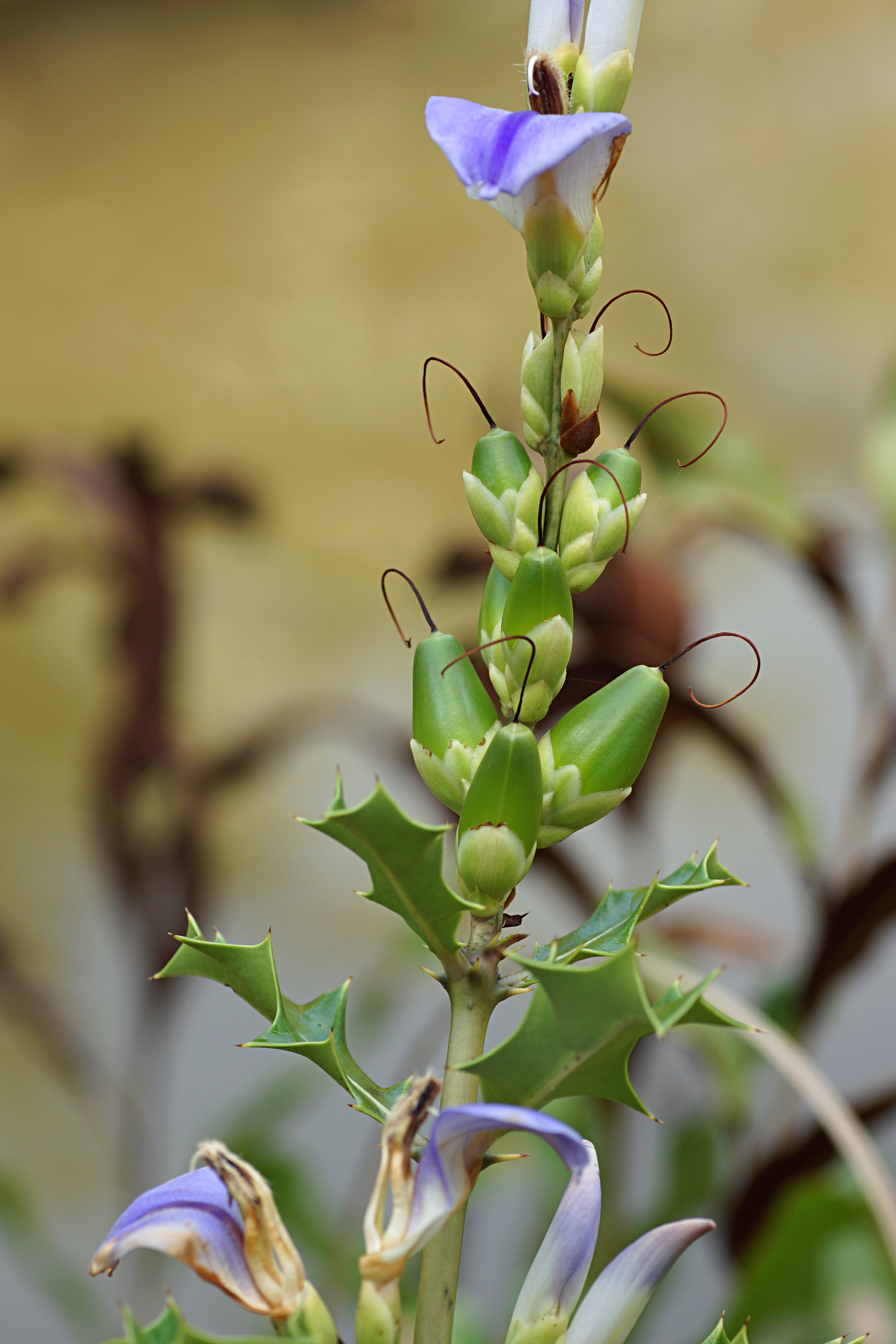
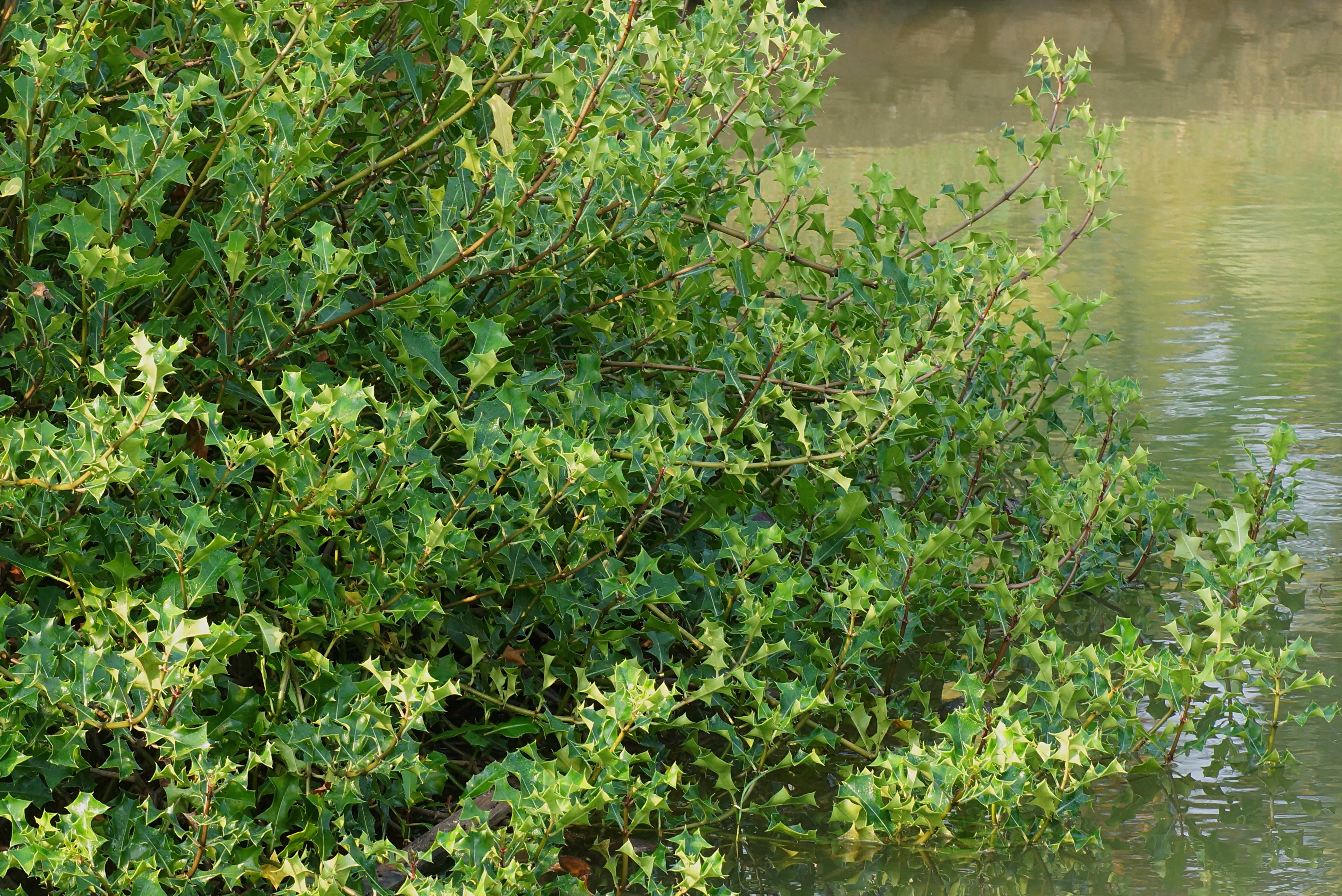